# Heretic
Heretic (укр. Єретик) — відеогра жанру шутер від першої особи у фентезійному оточенні, розроблена в 1994 році компанією Raven Software і видана id Software.

## Ігровий процес

Зображення ігрового процесу

Заснована на вдосконаленому рушії від Doom, гра Heretic стала однією з перших ігор з можливістю використання речей, які носяться з собою, а також дозволяє гравцеві не тільки повертатися направо і наліво, але і дивитися вгору і вниз. Вороги, убиті з особливою жорстокістю, не падали мертвими на землю, а розліталися в криваве клоччя — це нововведення отримало у грі свій розвиток, хоча раніше вже використовувалося в оригінальному DOOM. Також варто відзначити, що крім фонової музики в грі були застосовані звуки оточення — наприклад, зловісний регіт, брязкіт ланцюгів, звук крапель води тощо — що сприяло створенню зловісної атмосфери. Всю музику для гри написав Кевін Шилдер.
Головним героєм є ельф на ім'я Корвус, але його особа з'ясовується тільки в продовженні гри, в Heretic II. Оригінальна версія Heretic складалася з трьох епізодів, пов'язаних між собою текстами, що з'являються після проходження фінального рівня; кожен епізод складався з декількох рівнів. Пізніше була випущена гра Heretic: Shadow of the Serpent Riders — особлива редакція, що містить два «додаткових» епізоди.
- В епізоді The City of the Damned (Місто проклятих) гравцеві треба було пройти через занедбане древнє місто, захоплене чудовиськами.
- Дія Hell's Maw (Серце пекла) відбувалася в пеклі.
- В The Dome of d'Sparil (Купол Д'Спаріла) гравцеві належало спуститися в підводне місто, накрите гігантськими кришталевими куполами. Особлива складність цього епізоду полягає в тому, що на кожному рівні в якості боса зустрічається Залізний ліч, не є винятком і фінальний рівень, де він стереже шлях до головного боса.

Додаткові епізоди Shadow of the Serpent Riders
- В епізоді The Ossuary (Склеп) гравець потрапляв в спустошений світ, захоплений зміїними вершниками кілька століть тому.
- В останньому епізоді The Stagnant Demesne (Застояний маєток) гравець потрапляє в будинок Д'Спаріла — дуже глибоку яму, де той народився. Єретик шукає шлях назовні, в той час, як вартові Д'Спаріла шукають самого Єретика. Цей п'ятий епізод є найскладнішим у грі.

У грі є 16 видів ворогів. Деякі вороги мають Примарну сутність (Ghost stat). При ній вони прозорі і невразливі для посоха, снарядів-феніксів і вогняної булави.

### Зброя
У грі є 8 видів зброї, кожен з яких має додатковий посилений режим, що активується предметом «Tome of Power» (Том Могутності). Кожна зброя далекої дії вимагає свого типу боєприпасів (на відміну від Doom, де, наприклад, пістолет і кулемет використовують одні й ті ж патрони). Заряди можна знайти на рівнях у маленьких або великих порціях: наприклад, кристали для палиці лежать по одному (wand crystal, дає 10 пострілів) або в жеодах (crystal geode, дає 25 пострілів). Знайдена зброя теж виявляється зарядженою невеликою кількістю боєприпасів.
Незважаючи на очевидні відмінності в ігровому оточенні і дизайні, Heretic певною мірою близький до Doom, особливо в плані зброї, яка здебільшого має прямі еквіваленти в Doom. Наприклад, Dragon Claw і Hellstaff схожі відповідно з кулеметом (Chaingun) і плазмовою рушницею (Plasma gun), а Phoenix rod — з ракетницею (Rocket launcher), зокрема щодо небезпеки для самого гравця в ближньому бою. Інші схожі меншою мірою: наприклад, Ethereal Crossbow — з дробовиком (Shotgun), палиця — з кастетом, Gauntlets of the necromancer — з бензопилою (Chainsaw), Elven wand — з пістолетом.
На перший погляд, вогняна булава Firemace зовсім не схожа на BFG9000, однак фактично є його точною копією з бета-версії Doom.

### Артефакти
Всі артефакти діють один раз і тимчасово, а після застосування зникають. Їх можна носити з собою і використовувати, коли потрібно. Це відрізняє Heretic від гри Doom, де всі предмети діяли відразу після їх підбирання. На наступний рівень можна переносити лише по одному артефакту кожного виду (на відміну від Hexen, де будь-які артефакти переходять з рівня на рівень зі збереженням кількості). Винятком є крила (Inhilicon's Wings of Wraith), які ніколи не переносяться при переході на наступний рівень. Гравець може носити не більше 16 артефактів кожного виду.

## Видання
Перше продовження гри — Hexen, також засноване на рушії Doom, вийшло приблизно через рік — у 1995 році. Наступна гра в цьому всесвіті — Hexen II, випущена в 1997 році, була заснована на модифікованому рушії Quake engine. У 1998 році вийшов Heretic II на рушії id Tech 2.
На початку 1999 року Raven Software випустила сирцевий код програмної частини Heretic під ліцензією GNU GPL. Незабаром гру портували під Linux і інші операційні системи, а також з'явилися варіанти рушія, що підтримують апаратне прискорення тривимірної графіки.
За іншими відомостями, код був випущений під невільною ліцензією, і тільки в 2008 році, після багатьох петицій і листів, переліцензований під GNU GPLv2.

## Порти
Гра має декілька портів.
- Delta Touch — найкращий порт Doom (а також Heretic/Hexen/Strife) на Android (від Beloko Games).
- Delphi Heretic — є підвищені роздільності, підтримка MouseLook, текстур, моделей MD2 і багато інших можливостей.
- H-Touch — порт гри на Android.
- Heretic by Eltechs — порт гри на Android.
- Heretic Legacy — підтримує ті ж системи, що й Doom Legacy.
- HHeretic — порт під Linux і Android.
- JHeretic (Doomsday Engine).
- Vavoom — порт, що працює як під DOS, так і під Windows. Можна підключати текстури високої роздільності і 3D-моделі.